# Alexander Lifschütz
Alexander Lifschütz (* 3. Oktober 1890 in Berlin; † 8. April 1969 in Bremen) war ein deutscher Jurist, rechtsphilosophischer Denker sowie bremischer Senator.

## Biografie
Lifschützens Eltern stammten aus dem belarussischen Pinsk. Seit 1904 wohnte die Familie in Bremen. Der Vater Isaac Lifschütz war Chemiker und erfand im Jahr 1900 das Eucerit, das die Salbenbasis für die Weltbestseller Nivea und Eucerin wurde. Sein Jurastudium absolvierte Alexander Lifschütz in Göttingen und München. Er promovierte zum Dr. jur. und war seit 1916 in Bremen als Anwalt und später als Notar tätig und zählte vor 1933 zu den national und international angesehensten Anwälten Deutschlands, dessen Rat gesucht war und dessen brillante Plädoyers von Fachkollegen eingehend studiert wurden. Er war langjähriger Hausanwalt bzw. Justiziar vieler angesehener Firmen und Verbände, Rechtsvertreter zahlreicher Reedereien und Werften und hatte internationale Mandate von Baumwollexporteuren, Banken und Versicherungen. Die Reichsregierung betraute ihn mit verschiedenen Spezialaufgaben und berief ihn in die Kommission zur Schaffung eines neuen Aktienrechts.
1933 verlor er als Jude – obwohl mittlerweile evangelisch und Mitglied des Kirchenvorstands der Friedenskirchengemeinde – nach dem Gesetz über die Zulassung zur Rechtsanwaltschaft seine Zulassung und emigrierte 1934 in die Niederlande, wo er als Anwalt in Amsterdam wirkte.
Nach dem Zweiten Weltkrieg kehrte er nach Bremen zurück und war von 1947 bis 1949 Senator für politische Befreiung. Er war damit zuständig für die Verfahren der Entnazifizierung, deren Ergebnisse von der rechten Deutschen Partei (DP) durch den Bürgerschaftsabgeordneten Herbert Schneider, aber auch von der CDU durch Ernst Müller-Hermann, als ungerecht kritisiert wurden. Andererseits wurden die Verfahren auch vom amerikanischen „Entnazifizierungsoffizier“ Joseph Napoli als „Fehlschlag“ bezeichnet, wonach die Bürokratie von denselben Kräften beherrscht würde „wie in den Nazijahren“. Bürgermeister Wilhelm Kaisen distanzierte sich von beiden Auffassungen entschieden.
Vom 18. Januar 1956 bis zu seinem Tod war Lifschütz Präsident des Staatsgerichtshofes der Freien Hansestadt Bremen. In dieser Zeit trug sein Verhalten zur späteren Änderung des Bundesverfassungsgerichtsgesetzes dahingehend bei, dass fortan Mindermeinungen öffentlich gemacht werden konnten.

## Ehrungen
Die Alexander-Lifschütz-Straße im Bremer Stadtteil Obervieland wurde 2001 nach ihm benannt.

## Werke
- Sorgen ums Recht. Carl Heymanns Verlag, Berlin/Köln 1953